# کوه شیپ (یوکان)
کوه شیپ (به انگلیسی: Sheep Mountain) یک کوه در کانادا است که در یوکان واقع شده‌است. کوه شیپ ۱٬۹۵۳ متر بالاتر از سطح دریا واقع شده‌است.